# Маркес, Дайрон
Хайме Дайрон Маркес Гутьеррес (исп. Jaime Dayron Márquez Gutiérrez; род. 11 июня 1983 или 19 ноября 1983, Апартадо, Антьокия) — колумбийский легкоатлет, специалист по метанию копья. Выступал за сборную Колумбии по лёгкой атлетике в 2000-х и 2010-х годах, обладатель серебряной медали Игр Центральной Америки и Карибского бассейна, чемпион Боливарианских игр, многократный призёр первенств Южной Америки, действующий рекордсмен страны, участник летних Олимпийских игр в Лондоне.

## Биография
Дайрон Маркес родился 11 июня 1983 года в городе Апартадо департамента Антьокия.
Впервые заявил о себе в лёгкой атлетике на международном уровне в сезоне 2000 года, когда вошёл в состав колумбийской национальной сборной и выступил на юношеском южноамериканском первенстве в Боготе, где в зачёте метания копья стал серебряным призёром.
В 2001 году выиграл серебряную медаль на юниорском южноамериканском первенстве в Санта-Фе, занял четвёртое место на юниорском панамериканском первенстве в Санта-Фе.
В 2002 году взял бронзу на юношеском первенстве Центральной Америки и Карибского бассейна в Бриджтауне, принял участие в юниорском мировом первенстве в Кингстоне.
На чемпионате Южной Америки 2006 года в Тунхе показал в метании копья шестой результат.
В 2008 году получил серебро на чемпионате Центральной Америки и Карибского бассейна в Кали.
В 2009 году стал серебряным призёром на чемпионате Центральной Америки и Карибского бассейна в Гаване, одержал победу на Боливарианских играх в Сукре.
В 2010 году выиграл бронзовую награду на иберо-американском чемпионате в Сан-Фернандо и серебряную награду на Играх Центральной Америки и Карибского бассейна в Маягуэсе.
В 2011 году получил серебро на чемпионате Южной Америки в Буэнос-Айресе, был шестым на чемпионате Центральной Америки и Карибского бассейна в Маягуэсе.
На иберо-американском чемпионате 2012 года в Баркисимето взял бронзу. Благодаря череде удачных выступлений удостоился права защищать честь страны на летних Олимпийских играх в Лондоне — на предварительном квалификационном этапе метания копья показал результат 77,59 метра, чего оказалось недостаточно для выхода в финал.
После лондонской Олимпиады Маркес остался действующим спортсменом и продолжил принимать участие в крупнейших международных стартах. Так, в 2013 году он отметился выступлением на Боливарианских играх в Трухильо, где выиграл серебряную медаль в метании копья.
В 2014 году взял бронзу на Южноамериканских играх в Сантьяго, победил на иберо-американском чемпионате в Сан-Паулу, был пятым на Панамериканском спортивном фестивале в Мехико и четвёртым на Играх Центральной Америки и Карибского бассейна в Веракрусе.
В 2015 году занял четвёртое место на чемпионате Южной Америки в Лиме и шестое место на Панамериканских играх в Торонто.
В июле 2016 года на соревнованиях в Медельине установил ныне действующий национальный рекорд Колумбии в метании копья — 82,39 метра. Также добавил в послужной список серебряную награду, выигранную на иберо-американском чемпионате в Рио-де-Жанейро.
В 2017 году стал серебряным призёром на Боливарианских играх в Санта-Марте.
В 2019 году занял восьмое место на Панамериканских играх в Лиме.